# نالی (خاش)
نالی یک منطقهٔ مسکونی در ایران است که در دهستان کهنوک واقع شده‌است. نالی ۱۲۳ نفر جمعیت دارد.